# Sporty Girls (2008)
Sporty Girls, auch bekannt unter dem Titel Sporty Girls 1, ist ein amerikanischer Pornofilm aus dem Jahr 2008. Produziert und weltweit vertrieben wurde der Streifen von Elegant Angel, die Veröffentlichung erfolgte direkt auf DVD (Direct-to-Video).

## Handlung
Von seinen Wesenszügen her handelt es sich bei Sporty Girls um einen Episodenfilm, der in fünf kurzen Geschichten stets heterosexuelle Handlungen zeigt. Wiederkehrende Elemente sind dabei thematisch etwas aus dem Sportbereich (u. a. Fußball, Tennis und Boxen) sowie u. a. Fellatio, Analverkehr und Facial.
In den ersten vier Szenen werden stets die intimen Handlungen von Paaren gezeigt, konkret: von Jenna Haze und James Deen, Rebeca Linares und Mark Ashley, Dakota Brookes und Mick Blue sowie Jessica Lynn und Billy Glide. Lediglich in der fünften Szene kommt es zu einer Triole von Mark Ashley mit Kristina Rose und Phoenix Marie. 
Darüber hinaus enthält die DVD als Bonus eine etwas über 20 Minuten lange Gruppensex-Szene mit Brianna Love sowie Andrew Andretti, Arnold Schwartzenpecker, Buster Good, Dick Nasty, Dwayne Cummings und Kyle Stone.

## Rezeption
In der Rezension von Rog Review wird insbesondere die Rolle von Jenna Haze hervorgehoben. Sie sei der Anker für einen großartigen Cast, hätte die beste Hand-Mund-Koordination beim Fellatio und ihre Szene sei – gemeinsam mit der Folgeszene – das Pflichtprogramm der DVD.
Noch wohlwollender äußert sich einer der Rezensenten auf adultdvdtalk.com: Jede der Szenen sei großartig und der Film daher „alles in allem zu empfehlen“.
Bei Cyberspace Adult Video Reviews (CAVR) hat der Film 8,92 von 10 möglichen Punkten erhalten. Die Wertung setzt sich zusammen aus 8,94 Punkten für die sexuellen Handlungen, 8,90 Punkten für die Qualität der Aufnahmen und 8,85 Punkten für die DVD-Extras, zu denen u. a. rund 5 Minuten „Behind the Scenes“, die Bonusszene aus dem Film Brianna Love is Buttwoman, Trailer und eine Fotogalerie gehören.

## Fortsetzungen
Der Film zog insgesamt drei Fortsetzungen nach sich. Ein Teil des Casts (darunter Kristina Rose, James Deen und Mick Blue) beteiligte sich für „Sporty Girls 2“ (2009) erneut an den Aufnahmen, als neue Darsteller waren u. a. Manuel Ferrara, Sasha Grey und Tori Black vor der Kamera. Beim dritten, ebenfalls 2009 veröffentlichten Teil, war auch Blue wieder zu sehen und als neue Darstellerinnen u. a. Hillary Scott und Monique Alexander. Anschließend verstrichen sieben Jahre, bis 2016 „Sporty Girls 4“ veröffentlicht wurde. Mit seiner vierten Teilnahme ist Mick Blue dabei der einzige Darsteller, der durchgängig in allen vier Folgen zu sehen ist. Als weibliche Darsteller wurden u. a. Holly Hendrix und Dani Daniels verpflichtet.